# Indianapolis 500 in 1953
De Indianapolis 500 1953 werd gehouden op 30 mei op het circuit van Indianapolis. Het was de tweede race van het seizoen. Het was ook een race die deel uitmaakte van het wereldkampioenschap Formule 1 in 1953.

## Uitslag
| Pos. | Grid | Nr. | Coureur                                        | Constructeur             | Kwalificatie (mijl / uur) | Rangschikking | Rondes | Leiding | Tijd / Oorzaak uitval | Punten  |
| ---- | ---- | --- | ---------------------------------------------- | ------------------------ | ------------------------- | ------------- | ------ | ------- | --------------------- | ------- |
| 1    | 1    | 14  | Bill Vukovich                                  | Kurtis Kraft-Offenhauser | 138,39                    | 1             | 200    | 195     | 3:53:01.69            | 9S      |
| 2    | 12   | 16  | Art Cross                                      | Kurtis Kraft-Offenhauser | 137,31                    | 8             | 200    | 0       | +3:30.87              | 6       |
| 3    | 9    | 3   | Sam Hanks Duane Carter                         | Kurtis Kraft-Offenhauser | 137,53                    | 5             | 200    | 3       | +4:11.50              | 2       |
| 4    | 2    | 59  | Fred Agabashian Paul Russo                     | Kurtis Kraft-Offenhauser | 137,54                    | 4             | 200    | 1       | +4:39.24              | 1⁄2 1⁄2 |
| 5    | 3    | 5   | Jack McGrath                                   | Kurtis Kraft-Offenhauser | 136,60                    | 13            | 200    | 0       | +7:49.64              | 2       |
| 6    | 21   | 48  | Jimmy Daywalt                                  | Kurtis Kraft-Offenhauser | 135,74                    | 23            | 200    | 0       | +8:10.21              |         |
| 7    | 25   | 2   | Jim Rathmann Eddie Johnson                     | Kurtis Kraft-Offenhauser | 135,66                    | 27            | 200    | 1       | +8:46.02              |         |
| 8    | 20   | 12  | Ernie McCoy                                    | Stevens-Offenhauser      | 135,92                    | 22            | 200    | 0       | +10:04.55             |         |
| 9    | 6    | 98  | Tony Bettenhausen Chuck Stevenson Gene Hartley | Kuzma-Offenhauser        | 136,02                    | 20            | 196    | 0       | Ongeluk               |         |
| 10   | 32   | 53  | Jimmy Davies                                   | Kurtis Kraft-Offenhauser | 135,26                    | 31            | 193    | 0       | +7 Rondes             |         |
| 11   | 26   | 9   | Duke Nalon                                     | Kurtis Kraft-Novi        | 135,46                    | 30            | 191    | 0       | Ongeluk               |         |
| 12   | 19   | 73  | Carl Scarborough Bob Scott                     | Kurtis Kraft-Offenhauser | 135,93                    | 21            | 190    | 0       | +10 Rondes            |         |
| 13   | 4    | 88  | Manny Ayulo                                    | Kuzma-Offenhauser        | 136,38                    | 15            | 184    | 0       | Motor                 |         |
| 14   | 31   | 8   | Jimmy Bryan                                    | Schroeder-Offenhauser    | 135,50                    | 29            | 183    | 0       | +17 Rondes            |         |
| 15   | 28   | 49  | Bill Holland Jim Rathmann                      | Kurtis Kraft-Offenhauser | 137,86                    | 2             | 177    | 0       | Magneet               |         |
| 16   | 10   | 92  | Rodger Ward Andy Linden Duke Dinsmore          | Kurtis Kraft-Offenhauser | 137,46                    | 6             | 177    | 0       | As                    |         |
| 17   | 14   | 23  | Walt Faulkner Johnny Mantz                     | Kurtis Kraft-Offenhauser | 137,11                    | 10            | 176    | 0       | +24 Rondes            |         |
| 18   | 22   | 22  | Marshall Teague                                | Kurtis Kraft-Offenhauser | 135,72                    | 25            | 169    | 0       | Olielek               |         |
| 19   | 18   | 62  | Spider Webb Johnny Thomson Jackie Holmes       | Kurtis Kraft-Offenhauser | 136,16                    | 17            | 166    | 0       | Olielek               |         |
| 20   | 29   | 51  | Bob Sweikert                                   | Kuzma-Offenhauser        | 136,87                    | 11            | 151    | 0       | Ophanging             |         |
| 21   | 23   | 83  | Mike Nazaruk                                   | Turner-Offenhauser       | 135,70                    | 26            | 146    | 0       | Transmissie           |         |
| 22   | 24   | 77  | Pat Flaherty                                   | Kuzma-Offenhauser        | 135,66                    | 28            | 115    | 0       | Ongeluk               |         |
| 23   | 7    | 55  | Jerry Hoyt Chuck Stevenson Andy Linden         | Kurtis Kraft-Offenhauser | 135,73                    | 24            | 107    | 0       | Oververhitting        |         |
| 24   | 27   | 4   | Duane Carter                                   | Lesovsky-Offenhauser     | 135,26                    | 32            | 94     | 0       | Ontsteking            |         |
| 25   | 17   | 7   | Paul Russo                                     | Kurtis Kraft-Offenhauser | 136,21                    | 16            | 89     | 0       | Magneet               |         |
| 26   | 8    | 21  | Johnnie Parsons                                | Kurtis Kraft-Offenhauser | 137,66                    | 3             | 86     | 0       | Motor                 |         |
| 27   | 15   | 38  | Don Freeland                                   | Watson-Offenhauser       | 136,86                    | 12            | 76     | 0       | Ongeluk               |         |
| 28   | 13   | 41  | Gene Hartley                                   | Kurtis Kraft-Offenhauser | 137,26                    | 9             | 53     | 0       | Ongeluk               |         |
| 29   | 16   | 97  | Chuck Stevenson                                | Kuzma-Offenhauser        | 136,56                    | 14            | 42     | 0       | Benzinelek            |         |
| 30   | 30   | 99  | Cal Niday                                      | Kurtis Kraft-Offenhauser | 136,09                    | 18            | 30     | 0       | Magneet               |         |
| 31   | 11   | 29  | Bob Scott                                      | Bromme-Offenhauser       | 137,43                    | 7             | 14     | 0       | Olielek               |         |
| 32   | 33   | 56  | Johnny Thomson                                 | Del Roy-Offenhauser      | 135,26                    | 33            | 6      | 0       | Ontsteking            |         |
| 33   | 5    | 32  | Andy Linden                                    | Stevens-Offenhauser      | 136,06                    | 19            | 3      | 0       | Ongeluk               |         |

## Noot
- Dit was het debuut in het Formule 1 Wereldkampioenschap voor de Amerikaanse coureurs Pat O'Connor, Len Duncan, Ray Crawford, Bill Doster, Edgar Elder, John Fitch, Red Hamilton, Al Herman, Bill Homeier, Johnny Kay, Jim Mayes, Roy Newman, Johnny Roberts, Hal Robson, Eddie Sachs, Wayne Selser, Joe Sostilio, Harry Stockman, Ebe Yoder, Marshall Teague, Ernie McCoy, Don Freeland, Cal Niday, Johnny Mantz en Johnny Thomson; en voor de Argentijnse coureur Jorge Daponte.
- Eerste pole position, podiumplaats, Grand Prix-winst en hat-trick voor Bill Vukovich.
- Eerste hat-trick voor een Amerikaanse coureur.
- Eerste rondes als raceleider voor Jim Rathmann, Fred Agabashian en Sam Hanks.
- Eerste podiumplaats voor Art Cross en Duane Carter.

Grand Prix Formule 1 van de Verenigde Staten: 1908 · 1910 · 1911 · 1912 · 1914 · 1915 · 1916 · 1959 · 1960 · 1961 · 1962 · 1963 · 1964 · 1965 · 1966 · 1967 · 1968 · 1969 · 1970 · 1971 · 1972 · 1973 · 1974 · 1975 · 1976 · 1977 · 1978 · 1979 · 1980 · 1989 · 1990 · 1991 · 2000 · 2001 · 2002 · 2003 · 2004 · 2005 · 2006 · 2007 · 2012 · 2013 · 2014 · 2015 · 2016 · 2017 · 2018 · 2019 · 2021 · 2022 · 2023 · 2024 · 2025 · 2026

Indianapolis 500: 1950 · 1951 · 1952 · 1953 · 1954 · 1955 · 1956 · 1957 · 1958 · 1959 · 1960

Grand Prix Formule 1 van de Verenigde Staten West: 1976 · 1977 · 1978 · 1979 · 1980 · 1981 · 1982 · 1983

Grand Prix Formule 1 van Las Vegas: 1981 · 1982 · 2023 · 2024 · 2025

Grand Prix Formule 1 van de Verenigde Staten Oost: 1982 · 1983 · 1984 · 1985 · 1986 · 1987 · 1988

Grand Prix Formule 1 van Dallas: 1984

Grand Prix Formule 1 van Miami: 2022 · 2023 · 2024 · 2025 · 2026 · 2027 · 2028 · 2029 · 2030 · 2031
1911 · 1912 · 1913 · 1914 · 1915 · 1916 · 1917 · 1918 · 1919 · 1920 · 1921 · 1922 · 1923 · 1924 · 1925 · 1926 · 1927 · 1928 · 1929 · 1930 · 1931 · 1932 · 1933 · 1934 · 1935 · 1936 · 1937 · 1938 · 1939 · 1940 · 1941 · 1942 · 1943 · 1944 · 1945 · 1946 · 1947 · 1948 · 1949 · 1950 · 1951 · 1952 · 1953 · 1954 · 1955 · 1956 · 1957 · 1958 · 1959 · 1960 · 1961 · 1962 · 1963 · 1964 · 1965 · 1966 · 1967 · 1968 · 1969 · 1970 · 1971 · 1972 · 1973 · 1974 · 1975 · 1976 · 1977 · 1978 · 1979 · 1980 · 1981 · 1982 · 1983 · 1984 · 1985 · 1986 · 1987 · 1988 · 1989 · 1990 · 1991 · 1992 · 1993 · 1994 · 1995 · 1996 · 1997 · 1998 · 1999 · 2000 · 2001 · 2002 · 2003 · 2004 · 2005 · 2006 · 2007 · 2008 · 2009 · 2010 · 2011 · 2012 · 2013 · 2014 · 2015 · 2016 · 2017 · 2018 · 2019 · 2020 · 2021 · 2022 · 2023 · 2024